# Le istitutioni harmoniche

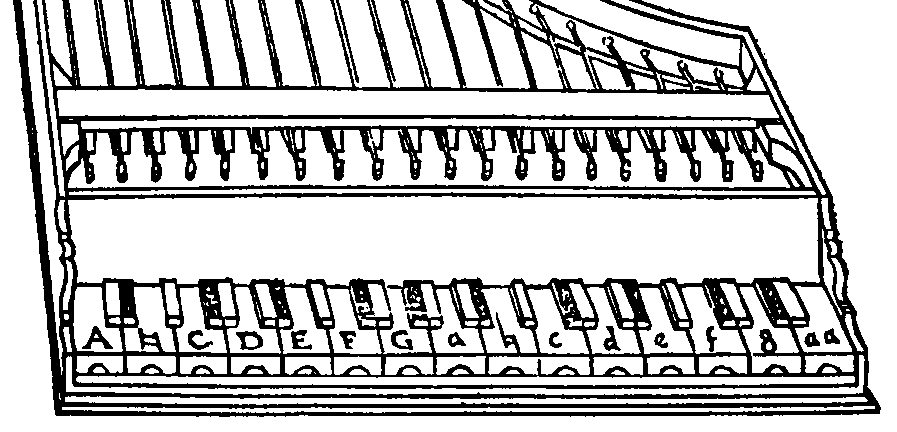
Klaviatur eines Cembalos, mit 19 Tasten pro Oktave (Detail). Illustration aus Le institutione harmoniche, Ausgabe 1573, von Gioseffo Zarlino

Le istitutioni harmoniche ist ein Musiktraktat von Gioseffo Zarlino, dem Komponisten, Musiktheoretiker und Kapellmeister von San Marco.
Es gilt als das einflussreichste musikalische Lehrwerk des Cinquecento und erschien erstmals 1558 in Venedig. 1573 wurde es in einer überarbeiteten Version neu aufgelegt.
Das Werk erschien in italienischer Sprache und verbindet zum ersten Mal Musiktheorie mit der Aufführungspraxis.  Es ist in vier Teile gegliedert, je zwei theoretische und zwei praktische. Im ersten und zweiten Teil wird die Proportionslehre und ihre Anwendung auf Konsonanzen dargestellt. Der dritte und vierte Teil behandeln die Kompositionstheorie des Kontrapunkts und die Lehre von den Modi. In praktischen Teil benutzt Zarlino zahlreiche eigene Beispiele.
Seine Darstellung der antiken Legende von Pythagoras in der Schmiede, für die er sich auf Boethius beruft, entspricht dem mittelalterlichen, noch in der Renaissance rezipierten Wissensstand; der Nachweis der physikalischen Unrichtigkeit der angeblichen Experimente des Pythagoras war zur Zeit der Veröffentlichung von Le istitutioni harmoniche noch nicht erbracht.